# Pterostylis hamata
Pterostylis hamata är en orkidéart som beskrevs av John A.P. Blackmore och Stephen Chapman Clemesha. Pterostylis hamata ingår i släktet Pterostylis och familjen orkidéer. Inga underarter finns listade i Catalogue of Life.